# العلاقات البالاوية البوروندية
العلاقات البالاوية البوروندية هي العلاقات الثنائية التي تجمع بين بالاو وبوروندي.

## مقارنة بين البلدين
هذه مقارنة عامة ومرجعية للدولتين:
| وجه المقارنة                                              | بالاو                         | بوروندي                                    |
| --------------------------------------------------------- | ----------------------------- | ------------------------------------------ |
| المساحة (كم2)                                             | 465                           | 27.83 ألف                                  |
| عدد السكان (نسمة)                                         | 21.73 ألف                     | 10.86 مليون                                |
| الكثافة السكانية (ن./كم²)                                 | 4.67 ألف                      | 390.23                                     |
| العاصمة                                                   | نغيرولمود، كورور              | بوجومبورا، جيتيغا                          |
| اللغة الرسمية                                             | لغة إنجليزية، اللغة البالاوية | اللغة الكيروندية، لغة فرنسية، لغة إنجليزية |
| العملة                                                    | دولار أمريكي                  | فرنك بوروندي                               |
| الناتج المحلي الإجمالي (بليون دولار)                      | 291.54 مليون                  | 3.48 مليار                                 |
| الناتج المحلي الإجمالي (تعادل القوة الشرائية) بليون دولار | 326.12 مليون                  | 8.13 مليار                                 |
| الناتج المحلي الإجمالي الاسمي للفرد دولار أمريكي          | 13.50 ألف                     | 277                                        |
| الناتج المحلي الإجمالي للفرد دولار أمريكي                 | 14.76 ألف                     | 77                                         |
| مؤشر التنمية البشرية                                      | 0.780                         | 0.400                                      |
| رمز المكالمات الدولي                                      | +680                          | +257                                       |
| رمز الإنترنت                                              | .pw                           | .bi                                        |
| المنطقة الزمنية                                           | ت ع م+09:00                   | ت ع م+02:00                                |

## منظمات دولية مشتركة
يشترك البلدان في عضوية مجموعة من المنظمات الدولية، منها:
| علم المنظمة | اسم المنظمة                                 | تاريخ انضمام بالاو | تاريخ انضمام بوروندي |
| ----------- | ------------------------------------------- | ------------------ | -------------------- |
|             | مجموعة دول أفريقيا والكاريبي والمحيط الهادئ | ?                  | ?                    |
|             | مؤسسة التنمية الدولية                       | 16 ديسمبر 1997     | 28 سبتمبر 1963       |
|             | الأمم المتحدة                               | 15 ديسمبر 1994     | 18 سبتمبر 1962       |
|             | البنك الدولي للإنشاء والتعمير               | 16 ديسمبر 1997     | 28 سبتمبر 1963       |
|             | منظمة حظر الأسلحة الكيميائية                | ?                  | ?                    |
|             | مؤسسة التمويل الدولية                       | 16 ديسمبر 1997     | 28 نوفمبر 1979       |
|             | وكالة ضمان الاستثمار متعدد الأطراف          | 16 ديسمبر 1997     | 10 مارس 1998         |
|             | يونسكو                                      | 20 سبتمبر 1999     | 16 نوفمبر 1962       |